# Vihti
Vihti (/ˈʋihti/), hay Vichtis trong tiếng Thụy Điển), là đô thị ở Vùng Uusimaa của tỉnh của Nam Phần Lan, khoảng 50 km về phía tây bắc Helsinki. Thủ phủ là Nummela. Dân số Vihti là 26.427 người (thời điểm 31 tháng 12 năm 2006) với diện tích 566,88 km² trong đó có 44,91 km² là diện tích mặt nước. Mật độ dân số là 50,63 người trên mỗi km².